# Kwarcowe tygrysie oko

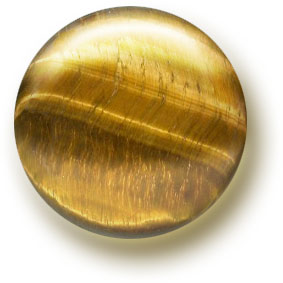
kwarcowe tygrysie oko

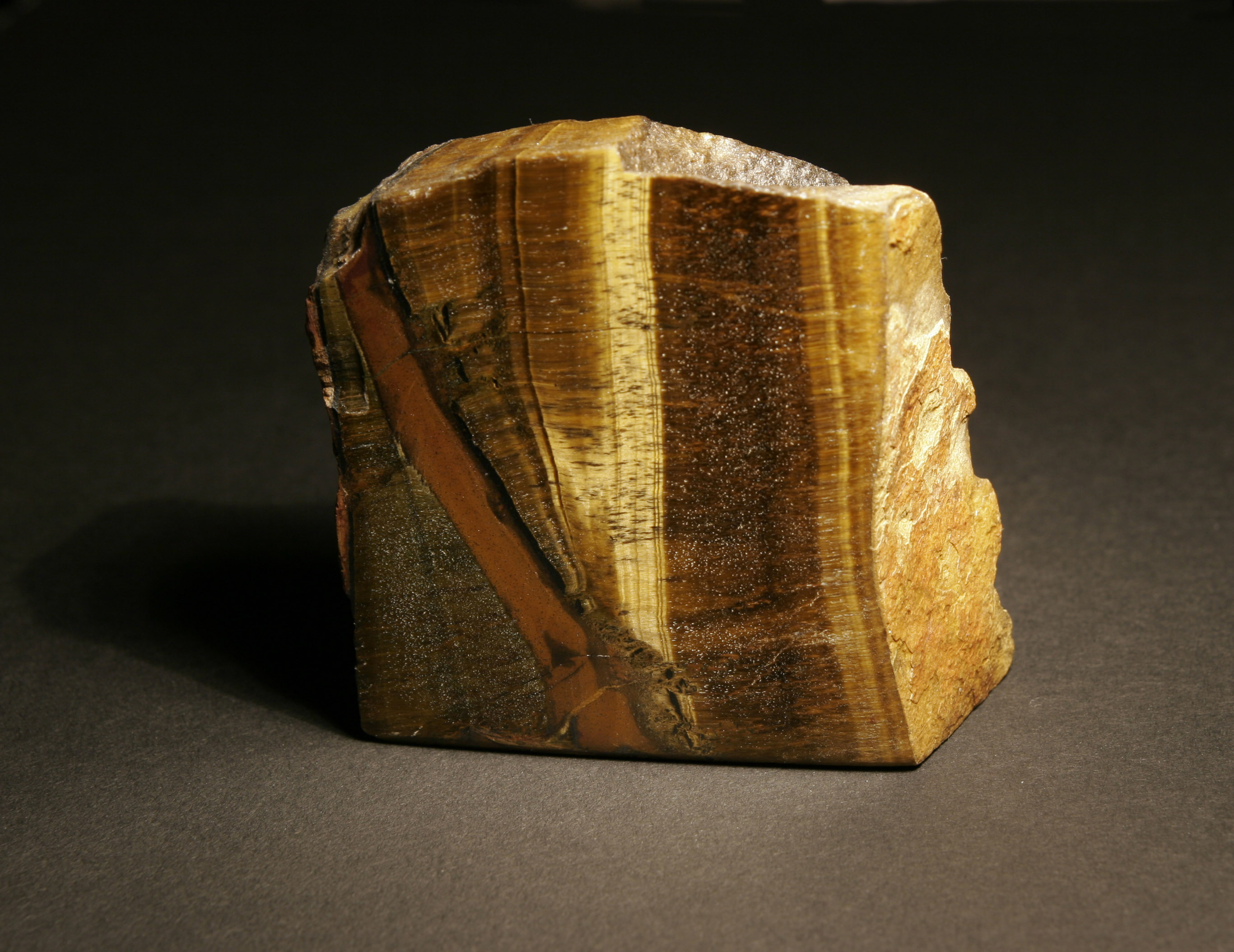
kwarcowe tygrysie oko

Kwarcowe tygrysie oko – jedna z migotliwych odmian kwarcu, nieprzezroczysty minerał wykazujący efekt kociego oka, czyli obecność migotliwego pasa przesuwającego się po kamieniu podczas jego obracania w dłoni. Powodują to utleniony krokidolit, tremolit i crossyt w postaci włóknistych wrostków ułożonych w jednym kierunku (to po nich wędruje charakterystyczne lśniące pasmo). Kwarcowe tygrysie oko zazwyczaj współwystępuje z kwarcowym sokolim okiem czasami też z kwarcowym bawolim okiem, które różnią się od niego stopniem utlenienia wrostków amfiboli.

## Właściwości
- Chemizm: SiO2
- Twardość w skali Mohsa: 7[1]
- Gęstość: 2,65 g/cm³[1]
- Rysa: biała[1]
- Przełam: muszlowy[1]
- Połysk: jedwabisty, bądź szklisty[1]
- Łupliwość: brak[1]
- Barwa: żółta, złocistożółta, brunatnożółta lub brunatnozłocista[1]
- Stopień przezroczystości: przeświecający, nieprzezroczysty[1]
- Współczynnik załamania światła: 1,544-1,553
- Dwójłomność: 0,009
- Dyspersja: 0,013
- Pleochroizm: nie występuje
- Luminescencja: nie występuje

Jest minerałem kruchym, nieprzezroczystym, należy do minerałów rzadkich.
Występowanie: RPA – nad rzeką Oranje w masywie Door (eksploatowany od 1876 r., występuje w formie wkładek wśród złupkowanych jaspisów). Zachodnia Australia – Yarra Creek, Namibia, USA, Meksyk, Birma, Indie, Rosja, Ukraina.

## Zastosowanie
- atrakcyjny i popularny kamień kolekcjonerski i ozdobny (drobna galanteria ozdobna oraz przedmiotów codziennego użytku: puzderka, popielniczki, itp.)
- bywa wykorzystany jako kamień jubilerski do wyrobu artystycznej biżuterii
- kamień zodiaku (Bliźnięta, Lew, Waga)